# Werner Lamberz
Werner Lamberz (ur. 14 kwietnia 1929 w Mayen, zm. 6 marca 1978 w Wadi Suf al-Jin, Libia) – wschodnioniemiecki działacz młodzieżowy FDJ i partyjny SED, m.in. sekretarz KC SED i członek Biura Politycznego.

## Życiorys
Był synem działacza politycznego KPD Petera Lamberza, z zawodu murarza. Ukończył szkołę podstawową. Wstąpił do Młodzieży Niemieckiej (Deutsche Jungevolk) (1939-1943), następnie do Hitlerjugend (1943-1945). Uczęszczał do szkoły kadr kierowniczych im. Adolfa Hitlera (Adolf-Hitler-Schule) w Sonthofen (1941-1944). Wakacje 1944 spędził w pobliżu Mayen, pracując na budowie i u ogrodnika.
Po wojnie rodzina trafiła do Radzieckiej Strefy Okupacyjnej. Przeszedł szkolenie w zawodzie montera c.o. w Mayen i Luckenwalde (1945-1948). W 1946 wstąpił do FDGB, w 1947 do FDJ i SED, następnie będąc działaczem tych organizacji w powiecie Luckenwalde i w Brandenburgii (1949-1952). Uczył się w Szkole Partyjnej Landu (Landesparteischule) na zamku Schmerwitz w Wiesenburgu (1950) i w Centralnej Szkole Komsomołu (Центральная Комсомольская Школа при ЦК ВЛКСМ) w Moskwie (1952-1953). Pełnił funkcję sekretarza Centralnej Rady FDJ, najpierw ds. agitacji i propagandy, a potem ds. kultury (1953-1955). Pełnił funkcję przedstawiciela FDJ w Światowej Federacji Młodzieży Demokratycznej w Budapeszcie (1955-1959). Po powrocie do kraju ponownie był sekretarzem CR FDJ, tym razem odpowiedzialnym za stosunki międzynarodowe, stosunki z RFN i sprawy studenckie (1959-1963). W 1963 został zastępcą członka KC SED, członkiem komisji do agitacji i propagandy (1963-1966), (1966-1971), członkiem KC SED i sekr. KC SED ds. agitacji i propagandy (1967-1978), jednocześnie kier. Wydziału Agitacji KC SED (1966-1971), deputowanym do Izby Ludowej NRD (Volkskammer) (1967-), zastępcą członka (1970-1971) i członkiem Biura Politycznego KC SED (1971-1978). W 1971 w uzgodnieniu z kierownictwem KPZR był głównym motorem zmiany na stanowisku I sekr. KC SED, zastąpienia Waltera Ulbrichta przez Ericha Honeckera. Lamberz został uznany za nosiciela nadziei i możliwego następcy Honeckera. Z racji sprawowanych funkcji był „skoszarowany” w partyjno-rządowym osiedlu kierownictwa NRD - Osiedlu Leśnym pod Bernau.
Zginął w katastrofie helikoptera Super Frelon w Wadi Suf al-Jin (Wādī Sawfajjīn), około 160 km na południe od Trypolisu, w podróży służbowej, której celem były negocjacje z libijskim rządem w sprawie udzielania pożyczek i umowa przewidująca finansowanie eksportu technologii NRD do państw trzecich przez Libię. Z Lamberzem zginął też m.in. Paul Markowski, szef Wydziału Stosunków Międzynarodowych KC SED. Jego urnę pochowano na Cmentarzu Centralnym Friedrichsfelde (Zentralfriedhof Friedrichsfelde) w berlińskiej dzielnicy Lichtenberg.